# Довозить до слёз
«Довозить до слёз» (англ. Driven to Tears) — 77-я серия американского мультсериала «Губка Боб Квадратные Штаны». Данный эпизод был создан в 2006 году и показан 19 февраля 2007 года на телеканале «Nickelodeon» в США, а в России — 13 декабря 2006 года.

## Сюжет
Губка Боб идёт на экзамен в школу вождения миссис Пафф, чтобы попытаться уже 58-й раз получить права. Он заготовил специальные карточки, которые ему помогут пройти экзамен, но Патрик их съел. Губка Боб стал волноваться, но Патрик убеждает его, что «58» — его счастливое число. Губка Боб перестаёт волноваться и бежит на экзамен, считая себя победителем. Однако, спустя 97 секунд, Губка Боб возвращается рыдающим. Патрик думает, что он плачет от радости, потому что он победитель, но Губка Боб говорит, что он снова завалил экзамен по вождению, а значит, «58» — не его число. Он решает, что пора идти домой, но Патрик решает сам попробовать сдать экзамен, при том доказать, что это не так уж и сложно. Губка Боб пытается остановить друга, оставив его без штанов, но Пат не останавливается и прямо в трусах садится в лодку, после чего миссис Пафф заявляет, что пришло время для экзамена. Губка Боб думает, зачем он позволил это сделать. Патрик прибегает к Губке, стоящему у ворот с бумажкой, на которой написано, что экзамен успешно сдан. Боб удивился тому, что Патрик сделал это с первого раза. Патрик говорит, что пришло время фотографироваться для прав и тащит с собой друга.
На фотографировании для прав Патрику достаётся ещё и самый крутой лодкомобиль «Молния-3000», так как он миллионный житель, получивший права, от чего женщины будут без ума, мужчины в шоке, а друзья будут завидовать. Так и произошло: жители Бикини Боттома потеряли сознание от этого, а Губка Боб разозлился. С тех пор Губка Боб и стал завидовать своему другу Патрику.
Патрик катал Губку Боба на своём лодкомобиле «Молния-3000» целый день вокруг своего дома. В один момент Бобу это надоедает, и Патрик тогда довозит его до дома. Ночью Губка Боб никак не может заснуть, потому что Патрик стал чинить машину. Он жалуется, чтобы тот прекратил, но он не останавливается. Утром Губка Боб просыпается в плохом настроении и Патрик решает, что надо подвезти его до работы. Губка Боб начинает жаловаться, что если он ещё раз увидит его лодкомобиль, то будет вынужден уйти домой. Так и делает, когда мистер Крабс рассказывает о новом авто-кафе, и этот момент встречает Патрика.
Патрик снова катает Губку Боба на своём лодкомобиле и подъезжает к его родителям. Гарольд Квадратные Штаны говорит Патрику, что он и Маргарет не его родители, а родители Губки Боба. Патрик в ответ просто говорит, что он сдал экзамен на права, а их сын и его друг провалился 58 раз. Когда Патрик уезжает вместе с Губкой Бобом, то родители грустно вздыхают, что и Патрик с правами. Катая друга, Патрик на своём лодкомобиле успевает совершить много нарушений: переехать дорогу через красный свет, не соблюдать ограничения скорости, а потом зачем-то начинает тыкать Губке Бобу в нос свои права. На это Патрик утверждает, что знает что он делает, ведь он «лучший водитель». Однако Губка Боб срывается и рвёт его права и выбрасывает из лодки. Полицейский, разговаривающий с любимой, случайно обнаруживает мусор, попавший ему на руки, а затем уезжает преследовать Боба и Патрика. Идёт дорожная погоня, которая заканчивается тем, что лодкомобиль и полицейские машины попадают на территорию тюрьмы. Патрика решают арестовать на три месяца за мусор. Однако Губке Бобу не хочется, чтобы его друг сидел в тюрьме и говорит, что это он порвал его права, так как ему было завидно. Судья изначально задумывается над этим, а потом решает: раз было завидно, тогда вместо Патрика сажают Губку Боба.
Проходит 3 месяца. Губка Боб и Патрик, после длительного тюремного срока, рады друг друга видеть. Боб показывает Патрику табличку с надписью «Друзья навсегда», которую он сделал для его лодки. Однако Патрик говорит, что его лодкомобиль «сломался» и пришлось его выбросить, поскольку «загорелась красная лампочка» (закончился бензин). Губка Боб думает, что делать с табличкой, и Патрик решает приклеить бампер к себе на зад, после чего он посадил Губку Боба к себе на шею и они побежали кататься.

## Роли
- Том Кенни — Губка Боб, Гэри, папа Квадратные Штаны, рассказчик
- Билл Фагербакки — Патрик
- Клэнси Браун — мистер Крабс
- Ди Брэдли Бейкер — репортёр, офицер Джон, судья
- Сирена Ирвин — старая леди, мама Квадратные Штаны, девушка
- Мэри Джо Кэтлетт — миссис Пафф

### Роли дублировали
- Сергей Балабанов — Губка Боб, папа Квадратные Штаны
- Юрий Маляров — Патрик
- Александр Хотченков — мистер Крабс
- Нина Тобилевич — миссис Пафф, мама Квадратные Штаны, девушка
- Вячеслав Баранов — офицер Джон, судья, репортёр, рассказчик

## Производство
Серия «Довозить до слёз» была написана Стивеном Бэнксом, Люком Брукширом и Томом Кингом; Эндрю Овертум взял роль анимационного режиссёра. Впервые данная серия была показана 19 февраля 2007 года в США на телеканале «Nickelodeon».
Серия «Довозить до слёз»  вошла в состав DVD «SpongeBob SquarePants: Season 4, Vol. 2», выпущенного 10 января 2007 года, и «SpongeBob SquarePants: The First 100 Episodes», выпущенного 22 сентября 2009 года и состоящего из всех эпизодов с первого по пятый сезоны мультсериала.